# Tradescantia boliviana
Tradescantia boliviana är en himmelsblomsväxtart som först beskrevs av Justus Carl Hasskarl och som fick sitt nu gällande namn av Jason Randall Grant. 
Tradescantia boliviana ingår i släktet båtblommor och familjen himmelsblomsväxter. Inga underarter finns listade.